# Hans Arp
Hans Arp (Hans Peter Wilhelm Arp, Jean Arp, født 16. september 1886 i Straßburg; død 7. juni 1966 i Basel) var en tysk-fransk maler, grafiker, billedhugger og lyriker.
Arp modtog den første undervisning på kunsthåndværkerskolen (Kunstgewerbeschule) i fødebyen Straßburg og 1904-08 ved Kunstschule Weimar og Académie Julian i Paris.
Han flyttede 1909 til Schweiz og var dér medgrundlægger af Künstlervereinigung "Moderner Bund". I Schweiz mødte han Wassily Kandinsky, og via ham fik han kontakt til den ekspressionistiske kunstnergruppe Der Blaue Reiter.
Han tilhørte en gruppe der grundlagde dadabevægelsen i Schweiz.
I Köln blev han venner med Max Ernst og Johannes Baargeld (1892-1927) som han grundlagde Kölnerdadaismen med. Sammen udgav de det marxistisk orienterede satiremagasin Der Ventilator.
1923 var Arp i Paris og deltog i en gruppeudstilling for surrealister. Han blev fransk statsborger i 1926 og 1930/31 tilsluttede han sig gruppen Cercle et Carre (en) (Cirkel og Firkant) og den nye abstrakte kunstnergruppering Abstraction-Création.
Da nazisterne erklærede hans kunst for 'entartet', flyttede han igen til Schweiz og slog sig ned dér; 1959 i Locarno og giftede sig anden gang med Marguerite Hagenbach; hans første hustru var Sophie Taeuber-Arp fra 1922 til hendes død i 1943. I 1950'erne foretog han rejser i Grækenland, Mexiko og USA.

## Tidlige arbejder − influeret af dada-bevægelsen
| - Vægmaleri, Zürich in 1916 - Omslaget til Dada 4, 1919 - Shirt Front and Fork, 1922, træ - Glasmosaikvinduer, 1928 - Configuration, 1931, træ |

## Midten af 1900-tallet
| - Skælmsk frugt, Impish Fruit, 1943, træ - Tree of Shells, 1947-53, bronze - Evocation of a Form: Human, Lunar, Spectral, 1950, bronze - Cloud-shepherd, 1953, bronze - Feuille se reposant, 1959, bronze - Wolkenschale (en: "Cloud Shell"), 1961, sten |

## Sene og posthume arbejder i bronze og rustfrit stål
| - Moving Dance Jewelry, 1960-70, bronze - Schlüssel des Stundenschlägers, 1962, bronze - On the Threshold of Jerusalem, 1972 - Schlüssel des Stundenschlägers, bronze, Mainz, 1974 - Oriform, 1977 |

| - Mindesmærke - Mindesmærke for Hans Arp og hans to hustruer Sophie Taeuber-Arp og Marguerite Arp-Hagenbach. Bronze på granit, Locarno, Schweiz |